# Anticarsia infumata
Anticarsia infumata là một loài bướm đêm trong họ Erebidae.